# 闻一多、朱自清旧居
闻一多、朱自清旧居位于中国云南省昆明市盘龙区龙泉街道宝云社区闻一多公园内，是云南省省级文物保护单位。

## 建筑形式
旧居改造前为龙泉镇司家营村61号民宅，建于1940年前后，为当地司姓村民所建，建筑形式为昆明传统“一颗印”民居建筑，两层土木结构，坐西向东，占地面积236平方米，建筑面积370平方米。

## 清华文科研究所
1941年南迁昆明的清华大学文科研究所租下该房（当时的门牌号为司家营17号）用于教学、研究兼住宿使用。闻一多先生及其家眷、朱自清先生等学者和研究所招收的研究生们先后在这里居住并从事教学研究活动。闻一多、朱自清在此居住期间，除知道研究生学习外，还继续学术研究，每周两天到城里的西南联大上课，来回步行30余公里。1944年闻一多举家搬回城里居住后，因文科研究所设在司家营，仍回来办公。

## 修缮保护
旧居一直属于司姓人家居住，建筑面貌基本保存完好。随着昆明城市建设的发展，原位于北郊的司家营被纳入城中村改造范围。在周边拆迁改造阶段，原户主搬至新村，旧居无人管理，遭到一定破坏。2015年-2018年对旧居进行修缮，并在此基础上建设闻一多公园。修缮后的旧居已于2019年5月18日向公众开放。
闻一多、朱自清旧居在2003年公布为市级文物保护单位。2019年公布为省级文物保护单位。